# Jan Luchies Nijsingh (burgemeester)
Jan Luchies Nijsingh (de Stapel, 27 september 1813 – Eemten, 5 juni 1881) was een Nederlandse burgemeester.

## Leven en werk
Nijsingh was een zoon van de schout van de Wijk Lucas Nijsingh en Karsje Steenbergen. Van vaderszijde waren al zijn voorvaders in rechte lijn schulte van de Wijk en van Westerbork geweest. Zijn oudst bekende voorvader Luitge Nijsingh werd in 1566 door Eigenerfden en Ridderschap van Drenthe aangesteld tot schulte van Westerbork en in 1575 door Filips II.
Nijsingh was van 1842 tot 1857 burgemeester van Zuidwolde. Vanaf 1851 was hij tevens burgemeester van de gemeente, waarin hij geboren was, de Wijk. Deze laatste functie vervulde hij tot zijn overlijden in juni 1881. Van 1835 tot 1852 was hij lid van Provinciale Staten van Drenthe.
Nijsingh trouwde op 31 oktober 1835 te de Wijk met Lammigjen Roelofs Steenbergen, dochter van de landbouwer Roelof Meeuwes Steenbergen en Roelofje Meeuwes. Zijn zuster was getrouwd met Coenraad Wolter Ellents Kymmell, burgemeester van Smilde.